# Jaap Vegter
Jaap Vegter (1932-2003) est un auteur de bande dessinée néerlandais.
Actif à partir de 1967 dans la presse alternative, il accède à la notoriété pour sa collaboration aux revues de la NVSH, une société prônant la libération sexuelle. En 1977, il entre à l'hebdomadaire Vrij Nederland, où il réalise jusqu'à son décès soudain en 2003 un comic strip critiquant les excès et hypocrisie de la société néerlandaise contemporaine.

## Récompense
- 1979 : Prix Stripschap, pour l'ensemble de son œuvre